# Дорожинский, Станислав Фаддеевич
Станисла́в Фадде́евич Дорожи́нский (6 [18] октября 1879, Севастополь, Российская империя — 16 апреля 1960, Ницца, Франция) — морской офицер, капитан 2-го ранга, первый русский военно-морской лётчик и гидроавиатор.

## Биография
Родился в Севастополе, в дворянской семье римско-католического вероисповедания. Имел младшего брата — Карла Фаддеевича (1884—1942), в будущем морского офицера, тоже выпускника Морского кадетского корпуса (1904) — в списках он значился как «Дорожинский 2-й».
Получил хорошее домашнее образование под руководством гувернёра-англичанина — в совершенстве овладел тремя европейскими языками. Стал, по примеру своего наставника, убеждённым вегетарианцем. Учился в Царском Селе. В 1901 году окончил Морской кадетский корпус мичманом и направлен на службу в Севастополь. С мая 1901 года служил на эскадренном броненосце «Синоп».
В 1904 году окончил курсы в Учебном воздухоплавательном парке Военного ведомства (под Санкт-Петербургом). С апреля 1904 года — вахтенный начальник и производитель гидрографических работ на транспорте «Казбек». С 1905 года командовал воздухоплавательной частью крейсера «Русь». В декабре 1905 года произведён в лейтенанты (в списках значился как «Дорожинский 1-й»). В 1908 году поступил на заочное отделение в Александровскую юридическую академию, но учёбу прекратил по причине затяжной болезни.
С июня 1908 года командовал миноносцем № 264. С октября 1908 по июль 1909 года служил на линейном корабле «Святой Пантелеймон» и на транспорте «Березина». В июле 1909 года назначен заведующим воздухоплавательным парком Службы связи морских сил Чёрного моря. По инициативе начальника Службы связи капитана 2-го ранга В. Н. Кедрина, в подчинении которого находился воздухоплавательный парк, и при поддержке главного командира Севастопольского порта вице-адмирала И. Ф. Бострема было получено разрешение на приобретение за границей аэроплана для флота. Согласно предписанию начальника действующего флота Чёрного моря от 8 сентября 1909 года лейтенант Дорожинский был командирован во Францию. Ему удалось договориться с фирмой «Антуанет», которая согласилась не только изготовить аэроплан, но и обучить Дорожинского лётному мастерству.
Летом 1910 года получил в авиашколе «Антуанет» диплом Международной авиационной федерации за № 125, став пятым дипломированным российским пилотом-авиатором, но первым среди военных. Первый полёт на заказанном и доставленном в Севастополь моноплане «Антуанет-4» состоялся 16 (29) сентября 1910 года над Куликовым полем (под Севастополем). Полёт продолжался не более 5 минут — Дорожинский сделал два круга на высоте до 50 метров. 28 сентября 1910 года он совершил первый полёт с пассажиром. 22 ноября поднялся на высоту 150 метров при ветре силой шесть баллов, полёт продолжался 12 минут. На следующий день был первый полёт над Севастополем, он продолжался 23 минуты — за это товарищи вручили Дорожинскому на память специальный золотой жетон. С интересом относилось к его полётам морское начальство. Так, один из его полётов наблюдал морской министр И. К. Григорович, а 11 декабря с Дорожинским поднялся в воздух вице-адмирал И. Ф. Бострем.
В апреле 1911 года был участником состоявшегося в Петербурге первого Всероссийского воздухоплавательного съезда. Летом 1911 года решил поставить «Антуанет» на поплавки, но испытания оказались неудачными из-за недостаточной мощности мотора и большого сопротивления разбегу аэроплана при взлёте. Для ознакомления с состоянием дела полётов с воды за рубежом командование флота направило Дорожинского и Кедрина во Францию. Там они заказали для своего парка гидроплан «Вуазен-Канар» — Дорожинский наблюдал за постройкой и учился летать на нём, но случилось лётное происшествие. Морской агент в Париже капитан 1-го ранга В. Карцев в письме Кедрину сообщал: «Последнее падение (по общему числу совершённых им со смертельной опасностью — третье) не повлияло на твёрдость духа, но оставило следы на его теле: рука плохо повинуется, голова временами болит, и бок ноет». Три месяца Дорожинский провёл в госпитале, а по выздоровлении был приглашён в Зимний дворец, где император лично вручил ему нагрудный знак почёта из платины, специально изготовленный фирмой Фаберже.
В 1911 году окончил Офицерскую школу авиации Отдела воздушного флота и первым из 8-ми выпущенных офицеров морского флота официально получил звание «военный лётчик». В 1911—1912 годах служил инструктором в Севастопольском авиационном отряде, с 25 марта 1912 года — старший лейтенант. Однако по настоянию родственников Дорожинский отказался от дальнейшей лётной деятельности и подал прошение командующему Морскими силами Чёрного моря вице-адмиралу А. А. Эбергарду откомандировать его в Кронштадтский учебный отряд подводного плавания на переподготовку. По приказу Главного морского штаба (№ 377 от 15 ноября 1912 года) был зачислен слушателем в Офицерский класс подводного плавания. По окончании годичного курса зачислен в «Список офицеров подводного плавания».
В 1914 году служил на Черноморском флоте на подводной лодке «Карась» помощником командира. С февраля 1914 года был на должности старшего офицера эскадренного миноносца «Лейтенант Шестаков». Во время Первой мировой войны служил в морской авиации. С декабря 1914 года — старший офицер посыльного судна, гидроавиатранспорта «Александр I» Черноморского флота. В декабре 1915 года был произведён в капитаны 2-го ранга. В 1916 году назначен начальником Ботнического воздушного района службы связи Балтийского моря. С начала 1917 года командовал 2-й воздушной бригадой воздушной дивизии Балтийского флота, базировавшейся в Ревеле.
После Октябрьской революции, чтобы уберечь своего командира от расправы большевиками, подчинённые Дорожинского переодели его в матросский бушлат и забрали с собой в Севастополь. Посадили в теплушку, дали ему мешок семечек, которыми Дорожинский под видом мелкого мешочника питался все полмесяца пути. В мешке были спрятаны документы, морской кортик и наградные знаки.
Во время Гражданской войны был мобилизован белогвардейцами. С июня 1919 года служил начальником Севастопольского депо морских карт Гидрографического управления Чёрного и Азовского морей, но в сентябре ушёл в «бессрочный отпуск, впредь до увольнения в отставку». В 1920 году, перед вступлением большевиков в Севастополь, вместе с женой и дочерьми покинул Россию.
После кратковременного пребывания в Стамбуле и Варшаве окончательно поселился во Франции. С помощью друзей из числа французских авиаторов приобрёл участок земли в Пиренейских горах, на границе с Испанией, начал фермерствовать, окончил сельскохозяйственный колледж, получил диплом агронома.
Брал уроки живописи у Константина Коровина, с которым близко дружил и которого поддерживал в трудные для художника годы. В период гитлеровской оккупации давал в своём доме приют скрывающимся от политических репрессий и от принудительных работ в Третьем рейхе.
Умер 14 апреля 1960 года и похоронен на русском кладбище Кокад в Ницце.

## Награды
- Орден Святого Станислава 3-й степени (06.12.1910)
- Медаль «В память 300-летия царствования дома Романовых» (1913)
- Орден Святой Анны 3-й степени с мечами и бантом (23.02.1915)
- Медаль «В память 200-летия морского сражения при Гангуте» (1915)

## Личное
- В детстве Станислава в основном воспитывал гувернёр-англичанин, оказавший самое сильное влияние на его судьбу. В частности, именно он прочитал мальчику романы Жюля Верна «Таинственный остров» о полёте на воздушном шаре и «Двадцать тысяч льё под водой». После того как воспитатель-вегетарианец сводил своего впечатлительного ученика на скотобойню, Дорожинский уже никогда в жизни не смог есть мяса. Гардемарином Дорожинский часто конфликтовал с ротным начальством по поводу своего меню и даже сидел в карцере за отказ от общей пищи — да и уже будучи офицером испытывал по этому поводу постоянные проблемы. Французская ферма Станислава Дорожинского «Вега» впоследствии стала первым во Франции христианским вегетарианским центром, который посещал Махатма Ганди[3].
- По мнению Николая Черкашина, после Октябрьской революции Дорожинский был приговорён большевиками в числе других офицеров-заложников к утоплению на одной из «барж смерти» (землевозных шаланд с раскрывающимися днищами), но матросы, рискуя жизнью, сумели в последний момент отбить у революционеров любимого командира[3].